# 無敵のじいちゃん
「無敵のじいちゃん」（むてきのじいちゃん）は、NHKの音楽番組『みんなのうた』で、2009年6月・7月に放送された楽曲。作詞：岩田麻里、作曲・編曲：澤口和彦、歌：ムッキー手塚。